# かよう愛子
かよう 愛子（かよう あいこ、1985年12月11日 - ）は、日本の女優、歌手、タレント。旧芸名は嘉陽 愛子（読み同じ）。愛称はあいぴー。身長は155センチメートル。

## 略歴
デビュー前の2001年に開催された「モーニング娘。LOVEオーディション21」において、最終選考まで残った経験を持つ。
口調は小倉優子と同じで、ぶりっ子調である。アニメ声が特徴で、声優もこなした。奇術の心得がある。
芸能人女子フットサルチーム「TEAM dream」（2005年結成、2008年解散）の元メンバー。ポジションはピヴォだった。キャッチコピーは「A-MUSIC界の清純派アイドル!!」である。生え抜きアーティストとしては事実上同社唯一のアイドル歌手路線で売り出されていた。
2003年12月10日、デビューシングル『瞳の中の迷宮』をリリース。オリコンチャート最高22位を記録。
2006年3月1日、1stアルバム『Dolce』をリリース。
2007年6月6日、2ndアルバム『POP』をリリース。同年、エイベックスのスペシャルユニット「金魚」に加入し、7月11日にシングル『LOVERS HIGH』をリリース。同年末、エイベックスとの契約が終了し、歌手活動を休止。
2013年7月7日、ブログで映画主題歌を担当することを報告した。以降、歌手活動再開に向けてストリートライブを行っていた。2014年2月7日、ブログで主題歌を担当した映画公開と映画主題歌入りのミニアルバムのリリースを報告。（このリリースは映画とクラウドファンディングサイトで製作資金を募集するプロジェクトで目標額に達したことで決定したものである。）
2014年2月14日、aiとしてボーカルを担当するバンド「ROYAL BLUE」結成を報告。3月7日には1stシングルをリリースする。ギターとベースとドラムはロックバンド「シンガーベラ」のメンバーがそれぞれ担当している。同時にFacebookのページが公開される。アーティスト写真はaiとギターの小松慶太朗の2人である。
2017年から、UZRの舞台『えきものがたり』出演きっかけで衣装担当として準レギュラーとなり、UZRまったり会のイベント出演も多く参加する。
2018年3月31日、15年間所属したフィットワンを退社、翌4月1日よりフリーとなる。
2020年3月21日、Pocochaのライバー（配信者:かよう愛子💛ℙあいぴー）として2021年度も配信も行っている。
2021年9月、かよう愛子として芸名を変更し活動。
2023年4月、女優の若松春奈と、ユニット「はるあい」としてYouTubeやグッズ製作などの活動を開始。
2023年7月29日、「かよう愛子のファンクラブ」を開設。
2023年12月9日、デビュー20周年記念LIVEを行い、その後ライブ出演が増えていく。

## 人物
特技はパン作りで、パン講師のライセンス有り。韓国が好き。
血液型はA型。

## ディスコグラフィ

### シングル
| 枚   | 発売日         | タイトル                              | 規格品番 | オリコン 最高位 |
| ---- | -------------- | ------------------------------------- | -------- | --------------- |
| 1st  | 2003年12月10日 | 瞳の中の迷宮                          |          | 22位            |
| 2nd  | 2004年4月14日  | 愛してね♥もっと                       |          | 20位            |
| 3rd  | 2004年11月17日 | Fantasy                               |          | 78位            |
| 4th  | 2004年11月25日 | いえないコトバ                        |          | 119位           |
| 5th  | 2004年12月1日  | ring! Ring!! RING!!!                  |          | 100位           |
| 6th  | 2004年12月8日  | traveller                             |          | 114位           |
| 7th  | 2005年5月25日  | こころの惑星 〜Little planets〜       |          | 102位           |
| 8th  | 2005年7月27日  | 彼女はゴキゲンななめ                  |          | 93位            |
| 9th  | 2006年1月25日  | Hold on to love                       |          | 72位            |
| 10th | 2006年8月23日  | ☆HOME MADE STAR☆ 〜嘉陽愛子のテーマ〜 |          | 90位            |
| 11th | 2006年11月15日 | cosmic cosmetics                      |          | 74位            |
| 12th | 2007年4月4日   | 勇気のチカラ                          |          | 105位           |

### アルバム
| 枚  | 発売日       | タイトル | 規格品番 | オリコン 最高位 |
| --- | ------------ | -------- | -------- | --------------- |
| 1st | 2006年3月1日 | Dolce    |          | 175位           |
| 2nd | 2007年6月6日 | POP      |          | 140位           |

### ROYAL BLUE
| 枚  | 発売日       | タイトル | 規格品番 | オリコン 最高位 |
| --- | ------------ | -------- | -------- | --------------- |
| 1st | 2014年3月7日 | Period   |          |                 |

### PV集
| 枚  | 発売日        | タイトル    | 規格品番   | オリコン 最高位 |
| --- | ------------- | ----------- | ---------- | --------------- |
| 1st | 2005年7月27日 | 愛子♥歌謡博 | AVBD-91337 |                 |

### その他参加楽曲
- OUTRIDE（ライブイベント「Animelo Summer Live 2006 -OUTRIDE-」テーマソング）

### ライブDVD
- Animelo Summer Live 2006 -OUTRIDE-（2006年12月21日）

### DVD
- THE SHORT STORY OF エコエコアザラク〜眼〜（2004年5月26日）
- エコエコアザラク〜眼〜 ディレクターズカットBOX（2004年5月26日）

### タイアップ曲
| 楽曲                                 | タイアップ                                                               | 時期   |
| ------------------------------------ | ------------------------------------------------------------------------ | ------ |
| Midnight Horror School               | アニメ『ミッドナイトホラースクール』オープニングテーマ                   | 2003年 |
| ABCの子供達                          | アニメ『ミッドナイトホラースクール』エンディングテーマ                   | 2003年 |
| 瞳の中の迷宮                         | テレビアニメ『ヤミと帽子と本の旅人』オープニングテーマ                   | 2003年 |
| Eyes                                 | テレビドラマ『エコエコアザラク〜眼〜』エンディングテーマ                 | 2004年 |
| 愛してね♥もっと                      | テレビアニメ『天上天下』エンディングテーマ                               | 2004年 |
| Fantasy                              | ラジオ『avex presents 嘉陽愛子 おかえりmode』オープニングテーマ          | 2005年 |
| Fantasy                              | ラジオ『avex presents 嘉陽愛子 集合mode』オープニングテーマ              | 2005年 |
| いえないコトバ                       | テレビアニメ『サムライガン』エンディングテーマ                           | 2005年 |
| いえないコトバ                       | ラジオ『avex presents 嘉陽愛子 おかえりmode』エンディングテーマ          | 2005年 |
| いえないコトバ                       | ラジオ『avex presents 嘉陽愛子 集合mode』エンディングテーマ              | 2005年 |
| ring!Ring!!RING!!!                   | サンリオ「夢がキラめくクリスマス」イメージソング                         | 2005年 |
| traveller                            | テレビ番組『音楽戦士 MUSIC FIGHTER』エンディングテーマ                   | 2005年 |
| こころの惑星〜Little planets〜       | テレビアニメ『うえきの法則』第一期エンディングテーマ                     | 2005年 |
| 彼女はゴキゲンななめ                 | 「AT-X 激夏☆HAPPY!」キャンペーンイメージソング                           | 2005年 |
| Hold on to love                      | オンラインゲーム『エミル・クロニクル・オンライン』メインテーマソング     | 2006年 |
| Callin'〜僕を呼ぶ声〜                | 映画『コアラ課長』エンディングテーマ                                     | 2006年 |
| ☆HOME MADE STAR☆〜嘉陽愛子のテーマ〜 | オンラインゲーム『エミル・クロニクル・オンライン』イメージソング         | 2006年 |
| 勇気のチカラ                         | ゲーム『史上最強の弟子ケンイチ 激闘!ラグナレク八拳豪』オープニングテーマ | 2007年 |
| Destiny〜未来という名の物語          | ゲーム『史上最強の弟子ケンイチ 激闘!ラグナレク八拳豪』エンディングテーマ | 2007年 |

### UZR関連
・旱星〜hideribosi〜（2021年9月4日） - UZR 第五回本公演『この夏から一番遠い群青（）を探して』挿入歌

## 出演

### テレビドラマ
2000年代
- エコエコアザラク〜眼〜（2004年）倉橋みすず 役
- ウルトラQ dark fantasy 第22話「カネゴンヌの光る径」（2004年）金谷ジュン 役
- アイドル刑事
- Girl's BOX 箱入り娘の4つのX'masストーリー 第2話「サンタの涙」（2005年）アイ子 役
- 激闘!アイドル予備校 第9話・第10話（2006年）西園寺かな 役
- 探偵学園Q 第8話（2007年）瀬戸内つぐみ 役
- オトコマエ! 第1話（2008年）町娘の一人 役

2010年代
- インディゴの夜（2010年）カスミ 役
- 怪物くん 第5話（2010年）
- 素直になれなくて 最終話（2010年）

### 映画
- Girl's BOX ラバーズ☆ハイ（2008年）愛 役

### テレビ番組
- シブスタ S.B.S.T（2004年、テレビ東京）
- のりスタ!（テレビ東京）
- pam!TV
- はねるのトびら（2006年、フジテレビ）
- Girl's BOX TV（2007年、BS日テレ）
- チアアップ★インディーズ（2008年4月13日 - ?、スカイパーフェクTV!）レギュラー

### ライブ
- 嘉陽愛子デビュー20周年記念LIVE（2023年12月9日、渋谷DAIA）
- 年末アニソンspecial　(2023年12月29日、秋葉原ステラキューブ）
- まりえ（42）主催~新年今年で15周年　(2024年1月6日、渋谷eggman）
- midnightshuffle　(2024年1月14日、池袋studio mixa）
- アニソンforever（2024年3月3日、AKABANE ReNY alpha)
- カフェレボDX 　(2024年3月23日、秋葉原ステラキューブ）
- アニソンforever vol.2（2024年5月6日、AKABANE ReNY alpha)
- アニソンforever in 台湾（2023年5月11日  時藝劇場）
- アニソンforever in 台湾（2023年5月12日  PetitFantasy MAHステージ）
- アニソンforever vol.3（2024年6月1日、AKABANE ReNY alpha)
- 嘉陽愛子present　よみがえれ a-music（2024年6月23日、アオバリウム東京）
- アニソンforever vol.4（2024年6月24日、AKABANE ReNY alpha)
- まりえ（42）解散ライブ（2024年6月26日、大阪梅田バナナホール）
- まりえ（43）生誕ライブ（2024年6月26日、大阪梅田バナナホール）
- HNG SONG 2024 ×アニソンforever SP（2024年8月14日、NAGOYA CLUB QUATTRO）
- HNG SONG 2024 （2024年8月15日、NAGOYA CLUB QUATTRO）
- 流田Project主催　#仮面演奏会（2024年8月17日、渋谷eggman）
- サマーアニメミュージックフィスティバル in台湾（2024年8月24日・25日、台北市二通新園）

### 舞台
2000年代
- AND ENDLESS「となりの守護神」（2008年2月1日 - 7日、新宿・シアターサンモール） - 里緒 役
- AND ENDLESS「CLASSICS vol.2」（2008年12月12日 - 19日、池袋・東京芸術劇場 小ホール1）
  - 「新説・鬼娥島」 - 珠姫 役
  - 「Cornelia」 - 少女 役

2010年代
- フェアリーフェスタ・プロデュース「フライングパイレーツ〜ネバーランド漂流記」（2010年4月8日 - 11日、銀座みゆき館劇場） - 犬山奈々 役
- SpaceShuttleShow「激動の時を超えて『BUTLER×BATTLER』〜聖夜の贈りもの〜」（2010年12月22日 - 26日、北千住・シアター1010） - 三ノ輪薫子 役
- 劇団6番シード「ザ・ボイスアクター アニメーション編」 - 山井まこ 役
  - 東京公演（2011年11月16日 - 23日、中野・ポケットスクエア テアトルBONBON）
  - 大阪公演（2011年12月6日 - 11日、大阪市立芸術創造館）
- NoH-Ra「裏切りは僕の名前を知っている Vol.03」（2012年11月18日 - 25日、シアター1010） - 倉科紗羅 役
- 劇団アイドルリーグ vol.1「怪人養成スクール・女子部[2]」BLUEメイツバージョン（2014年3月7日 - 9日、築地本願寺ブディストホール） - ブンシー 役
- 劇団6番シード「メイツ!」（2014年10月29日 - 11月9日、池袋・シアターKASSAI）  - 詩倉舞衣子 役
- ツラヌキ怪賊団「ねぇ、ヒルガオが咲いてるよ。」（2015年8月19日 - 23日、新宿村LIVE） - 皇沙織 役
- 劇団6番シード「メイツ！[3]」（2016年1月27日 - 31日、新馬場・六行会ホール） - 詩倉舞衣子 役
- UZR 第一回本公演「えきものがたり」(2017年10月11日 - 15日、シアター・バビロンの流れのほとりにて） - 響子 役
- UZR 第二回本公演「雨宿りにコーヒーを」(2018年6月21日 - 26日、サンモールスタジオ） - 日下葵 役
- アサルトリリィ×私立ルドビコ女学院「白きレジスタンス〜約束の行方〜[4]」（2018年9月21日 - 27日、池袋・シアターグリーン BIG TREE THEATER） - 取手・スザンヌ・麗香 役
- UZR 第三回本公演「彼は誰時の桜」(2019年3月27日 - 4月7日、サンモールスタジオ） - 深山春華 役
- 劇団SUTTHINEE 第4回公演「5分後を変えろ!!〜砂時計がもたらす奇跡〜」(2019年10月2日 - 6日、アトリエファンファーレ東新宿）- 月読まどか 役
- アサルトリリィ×私立ルドビコ女学院「白きレジスタンス〜真実の刃（）〜」（2019年11月29日 - 12月3日、新宿村LIVE） - 取手・スザンヌ・麗香 役
- UZR 短編作品集「GIFT」（2019年11月20日、高田馬場ラビネスト） - 嘉陽愛子 本人役 ゲスト出演
- UZR 第四回本公演「クリスマスができるまで」（2019年12月18日 - 25日、コフレリオ 新宿シアター） - 神田雪乃 役

2020年代
- UZR 第五回本公演「この夏から一番遠い群青（）を探して」（2021年8月28日 - 9月6日、ポケットスクエア 劇場MOMO） - 御薬袋渚（） 役
- T-gene Stage「トワイライトの涙[5]」（2022年1月19日 - 23日、サンモールスタジオ） - 西山泉 役
- T-gene Stage「愛をなくした男[6]」（2022年5月18日 - 22日、すみだパークシアター倉） - サトウリコ 役
- T-gene Stage「笑わない君と笑う僕」（2022年10月26日 - 30日、TACCS1179） -  モチヅキサツキ 役[7]
- T-gene Stage「嘘つき」（2023年1月18日 - 22日、すみだパークシアター倉） - 立花ミホ 役[8]

### 声優出演
- テレビアニメ『ヤミと帽子と本の旅人』第10話（2003年）レイラ 役
- ドラマCD『ヤミと帽子と本の旅人 Extra Book 1 -時空の旅人- / 2 -迷宮の行方-』（2004年）レイラ・マーズ 役 / アイコ 役

### ラジオ
全て終了済み
- 嘉陽愛子・集合mode（2003年10月 - 2005年4月、『超機動放送アニゲマスター』＆『A&G 超RADIO SHOW〜アニスパ!〜』内/文化放送・BSQR489）毎週土曜 21:15 - 21:25
- 嘉陽愛子・放課後mode→おかえりmode（文化放送）毎週金曜（木曜深夜）1:00 - 1:30
- ゴチャ2 水曜日（2006年4月 - 9月、MBSラジオ）
- 嘉陽愛子のCome Together!!（STAR digio）
- 懸賞ランド（2008年4月 - 、FM横浜）
- JEWELS（FM横浜）

### インターネット番組
- HIT IT!エンタメプラス+
- めざせ!ボカロP（ニコニコ生放送）

### イベント
- UZRまったり会（2017年 - ）ゲスト参加（ほぼ参加）
- 図ったん×ひょったん vol.7（2021年10月23日、バルスタジオ）
- session vol.19（2021年11月7日、ミューズモード音楽院 本館）
- かよう愛子 生誕祭（2021年12月11日、pino事務所赤坂）
- T-gene Fes vol.2（2021年12月19日、ミューズモード音楽院 本館）
- 舞台『トワイライトの涙』前夜祭（2022年1月9日、大塚ドリームシアター）
- session vol.21（2022年4月9日、新宿文化センター 小ホール）
- 舞台『愛をなくした男』前夜祭（2022年5月9日、新宿文化センター 小ホール）
- 図ったん×ひょったん vol.8（2022年6月5日、大塚ドリームシアター）
- 舞台『愛をなくした男』後夜祭（2022年6月25日、四谷3丁目ドリームシアター）
- 図ったん×ひょったん Birthday Event（2022年6月26日、本所地域プラザ BIG SHIP）
- T-gene 学園 vol.2（2022年8月14日、ミューズモード音楽院 本館）
- T-gene Fes vol.4（2022年9月3日、ミューズモード音楽院 本館）
- session vol.23（2022年9月4日、ミューズモード音楽院 本館）
- 舞台『笑わない君と笑う僕』前夜祭（2022年10月15日、四谷3丁目ドリームシアター）
- 舞台『笑わない君と笑う僕』後夜祭（2022年11月5日、ミューズモード音楽院 本館）
- かよう愛子 BIRTHDAY EVENT（2022年12月11日、赤坂CHANCEシアター）
- はるあいとオンライン通話（2023年5月14日、オンライン）
- P-famミーティング　オフ会（2023年11月10日、アニメバーArrow）
- はるあいと一緒（2024年2月10日、中野FROOMSCRATCH）
- あいぴーBAR　お疲れ様オフ会　衣装：メイド（2024年3月3日、秋葉原777）
- ささかまリス子生誕記念コンサート（2024年8月18日、新宿ガルバホール）
- 長谷部優&嘉陽愛子 39Anniversary（2025年1月25日、アキバステラキューブ）
- はるあいvol.2 〜あつまれ！May blues〜（2025年5月11日、CAFE ホシノテレカ）

## その他

### 書籍
- 写真集 Pretty Private（2004年、角川書店）

### 配信
- Pococha（2020年3月21日 -2023年7月31日）